# بيتر بيرسون (لاعب كرة قدم)
بيتر بيرسون (بالإنجليزية: Peter Pearson)‏ هو لاعب كرة قدم أمريكي في مركز الوسط، ولد في 17 ديسمبر 1995 في فرجينيا بيتش في الولايات المتحدة. لعب مع Virginia Cavaliers men's soccer ‏.